# Callow (Derbyshire)
Callow – wieś w Anglii, w hrabstwie Derbyshire, w dystrykcie Derbyshire Dales.